# Pontarlier
Pontarlier – miejscowość i gmina we Francji, w regionie Burgundia-Franche-Comté, w departamencie Doubs.
Według danych na rok 1990 gminę zamieszkiwały 18 104 osoby, a gęstość zaludnienia wynosiła 438 osób/km² (wśród 1786 gmin Franche-Comté Pontarlier plasuje się na 6. miejscu pod względem liczby ludności, natomiast pod względem powierzchni na miejscu 9.).

## Współpraca
- Yverdon-les-Bains, Szwajcaria
- Villingen-Schwenningen, Niemcy
- Zarautz, Hiszpania